# Nanorreator
Nanoreator é uma espécie de reator químico em escala nanométrica - uma estrutura nanotecnológica utilizada para alterar a composição de moléculas e outras entidades. Dentre os usos dos nanoreatores estão a emulsificação da água e outros líquidos, o que é utilizado pela indústria de alimentos e a de bebidas, entre outras, além de serem utilizados na síntese de combustíveis a base de hidrogênio. Os nanoreatores permitem também o isolamento de substâncias distintas dentro de um ambiente compartilhado. Um tipo de nanoreator, o bioquímico, é criado a partir de um vírus, inibindo seu efeito nocivo e re-organizando sua estrutura. Nanoreatores podem ser criados também utilizando nanocristais, além de outros métodos, como utilizando enzimas.